# Францішек Яворський
Франці́шек Яво́рський (пол. Franciszek Jaworski; 21 листопада 1873, Городок — 18 березня 1914, Львів) — польський історик, журналіст, публіцист, письменник, архіваріус і колекціонер. Один з найталановитіших дослідників і популяризаторів історії Львова і міст Галичини.

## Життєпис
Народився в родині польських чиновників у містечку Городку Ягайлонському поблизу Львова. За наполяганням батьків вступив на правничий факультет Львівського університету імені Франца І, після закінчення якого отримав фах юриста.
У політиці дотримувався лівих поглядів, за що в студентські часи мав прізвисько «червоний радикал». Був активним членом Польської Народної Партії (Polskie Stronnictwo Ludowe, PSL).
Від 1897 року систематично працював журналістом, зокрема у «Львівському кур'єрі».
Після закінчення університету стажувався у львівському магістраті. Своїми публікаціями привернув увагу керівництва і був призначений до архівного відділу, де пропрацював майже 10 років. З огляду на популярність публікацій Ф. Яворського спеціальною ухвалою архівно-музейної комісії магістрату йому було створено спеціальні умови для праці над історією Львова.
Тим не менше Яворський залишався чиновником 10-го рангу (одного з найнижчих) і лише в 1911 році спеціальною ухвалою міської ради, на знак визнання його заслуг перед містом, йому було надано відразу 8-й ранг.
Францішек Яворський істориком був не за освітою, а за покликанням. Був одним із засновників Товариства любителів історії Львова (1906) і видання «Бібліотеки Львівської» (Biblioteka Lwowska), в якому товариство публікувало свої історичні праці. Францішек також опублікував низку розвідок з історії Львова.
Францішек Яворський помер від туберкульозу на 41-му році життя. Похований на Личаківському цвинтарі у Львові.

## Творчий доробок
- «Львівська Ратуша» (пол. Ratusz lwowski, 1906 рік).
- «Розкопки на Високім Замку» (пол. Wykopaliska na Wysokim Zamku, 1907 рік).
- «Королі Польщі у Львові» (пол. Królowie polscy we Lwowie, 1907 рік).
- «Городоцький цвинтар у Львові» (пол. Cmentarz grodecki, 1908 рік).
- «Нобілітація Львова» (пол. Nobilitacja Lwowa, 1909 рік).
- «Львів за часів Ягайла» (пол. Lwów za Jagiełły, 1910 рік).
- «Львів старий й вчорашній» (пол. Lwów stary і wczorajszy, 1910 рік).
- «Львівський університет» (пол. Uniwersytet lwowski, 1912 рік).
- «Про сірий Львів» (пол. O szarym Lwowie, посмертне видання, 1917 рік).
- «Масонерія у Львові» (пол. Masonerja we Lwowie, 1914 рік).